# Justin Trudeau
Justin Pierre James Trudeau (rođ. 25. prosinca 1971., Ottawa, Ontario, Kanada) kanadski je političar, 23. predsjednik Vlade Kanade i predsjednik Liberalne stranke. Drugi je najmlađi predsjednik Vlade Kanade nakon Joea Clarka. Najstariji je sin 15. predsjednika Vlade Kanade, Pierrea Trudeaua i njegove bivše žene Margaret Trudeau, rođ. Sinclair.

## Rani život

### Rođenje i podrijetlo
Dana 23. srpnja 1971. godine, ured predsjednika Vlade objavio je kako žena predsjednika Vlade Pierrea Trudeaua očekuje dijete koje bi se trebalo roditi u prosincu. Na Božić (25. prosinca), u 21 sat i 27 minuta (EST; UTC-5) Trudeau je rođen u ottawskoj bolnici. Kao i u svim kanadskim bolnicama u to vrijeme, očevima je bilo zabranjeno pristupiti rađaoni. Nakon što je Margaret Trudeau prosvjedovala, bolnica je ukinula ovaj propis, a nakon nje i ostale bolnice u Kanadi.
Trudeau je pretežno škotskog i francusko-kanadskog podrijetla. Djedovi su mu bili poduzetnik Charles-Émile Trudeau i James Sinclair, ministar ribarstva vlade Louisa St. Laurenta. Trudeauov pradjed s majčine strane, Thomas Bernard, rođen je u Makasaru u Indoneziji, od kuda je 1906. godine imigrirao u Penticton, Britanska Kolumbija. Preko obitelji Bernard, rođaka grofova Bandona, Trudeau je praunuk u sedmom koljenu (prema computatio civilis) generala bojnika Williama Farquhara, jednog od vođe u osnivanju suvremenog Singapura, čime ima i malajsko te niasko podrijetlo. Time postaje prvi predsjednik Vlade Kanade koji ima potvrđeno ne-europsko podrijetlo.
Trudeau je kršten, s očevom unukom Annom Rouleau-Danis kao kumom i majčinim šogorom Thomasom Walkerom kao kumom, 16. siječnja 1972., kada je i prvi puta viđen u javnosti. Dana 14. travnja 1972. godine, Trudeauovi roditelji održavali su svečanost u Nacionalnom centru umjetnosti na kojoj je američki predsjednik Richard Nixon rekao da želi "nazdraviti budućem predsjedniku Vlade Kanade, Justinu Pierreu Trudeau", na što je Pierre Trudeau odgovorio, ako će njegov sin ikad preuzeti tu ulogu,
da se nada da će imati "gracioznost i umijeće predsjednika". Pat Nixon, prva dama SAD-a, ranije je tog dana posjetila Trudeaua kako bi mu dostavila dar, plišanog Snoopyja. Kasnije su audio-snimke iz ureda Richarda Nixona u Bijeloj kući otkrile kako je Nixon nazvao taj posjet "traćenje tri dana gore. Taj izlet nam je trebao jednako kao i rupa u glavi."

## Politička karijera

### Predsjednik Vlade
Trudeaua i ostatak Kabineta imenovao je generalni guverner David Johnston 4. studenog 2015. godine. Trudeau je rekao kako će mu prvi politički prioritet, nakon što će 3. prosinca 2015. parlament biti ponovno sazvan, biti smanjenje poreza za Kanađane sa srednjim prihodom i povećanje poreza za najimućnije. Rekao je i kako će ponovno izgraditi dobre odnose s domorocima i voditi otvorenu, etičnu i transparentnu vladu. Trudeau pokušava udaljiti svoj stil vladavine od onoga svoga prethodnika.

## Politika

### Deficit
Tijekom izbora Liberalna je stranka obećavala smanjiti deficit na 10 milijardi CAD godišnje, ali zbog smanjenja cijene nafte, ministar financija Trudeauove vlade, Bill Morneau, objavio je kako će vlada imati deficit od 29 milijardi CAD u 2016. i 2017. godini.

### Infrastruktura
U izbornoj kampanji, Trudeau je rekao kako će uvesti infrastrukturalni plan vrijedan 60 milijardi CAD u ulaganju kroz 10 godina.

### Pobačaj
Trudeau je rekao kako želi formirati stranku koja je "potpuno za izbor" i da potencijalni kandidati Liberalne stranke u izborima 2015. godine koji se protive pobačaju neće biti odobreni za nominaciju ako neće pristati glasati "za izbor" tijekom odobravanja predloška zakona vezanih uz pobačaj. Trudeauov stav slaže se s rezolucijom odobrenom od strane većine članova Liberalne stranke tijekom strankine konvencije o politici u 2012. godini. Taj stav su kritizirali konzervativni Kršćani, kao što je bivši član parlamenta Jim Karygiannis i kardinal Toronta Thomas Collins.

### Marihuana
Trudeau je prvi puta javno iskazao zanimanje za legalizaciju marihuane tijekom govora na mitingu u Kelowni, Britanska Kolumbija, 24. srpnja 2013. godine. Rekao je da "nije za dekriminalizaciju kanabisa, nego za legalizacija".
Tijekom jednog intervjua u kolovozu 2013., Trudeau je rekao kako je posljednji put koristio marihuanu 2010. godine, kada je postao član parlamenta. Nakon analize rezultata legalizacije marihuane u Coloradu, Trudeau je rekao kako bi Kanađani imali korist od analiziranja iskustva i Colorada i Washingtona.
Nakon što je Liberalna stranka formirala vladu u studenom 2015. godine, Trudeau je, kao predsjednik Vlade, najavio da rade na federalnom procesu kojim bi se zajednički legaliziralo posjedovanje marihuane za rekreacijsku namjenu. Planiraju ukloniti konzumaciju i posjedovanje marihuane iz Kaznenog zakona, ali i uvesti nove zakone s većim kaznama za osobe kojima je dokazana prodaja marihuane maloljetnicima.

### Religija
Trudeauov otac bio je pobožan rimokatolik, a njegova majka preobratila se iz anglikalizma na katoličanstvo prije vjenčanja. Kao dijete, svake nedjelje prisustvovao je misi i molio svake večeri. S 18 godina prestao je obavljati katoličke dužnosti. Nakon bratove smrti 1998. godine, Trudeau je ponovno počeo vjerovati.
Iskazao je protivljenje predloženoj Kvibeškoj povelji vrijednosti, kontroverznoj povelji koja bi zabranjivala djelatnicima u javnom sektoru nošenje ili prikazivanje religijskih simbola. Povelja je odbačena nakon što je Kvibeška liberalna stranka pobijedila na provincijskim izborima 2014. godine.

### Prava žena
Trudeau se smatra feministom. Rekao je da je Liberalna stranka "jednoznačna u svojoj obrani ženskih prava" i da je ona "stranka Povelje".

## Vanjske poveznice
- Službena web stranica
- Osobna web stranica